# 高家岭镇 (兴城市)
高家岭满族乡，是中华人民共和国辽宁省葫芦岛市兴城市下辖的一个乡镇级行政单位。

## 行政区划
高家岭满族乡下辖以下地区：
高家岭村、西边村、郭家沟村、拉马村、树林子村、永和村、宋斗村、靳家村、汤上村和满井村。